# Chronologie logarithmique détaillée
 (janvier 2021).

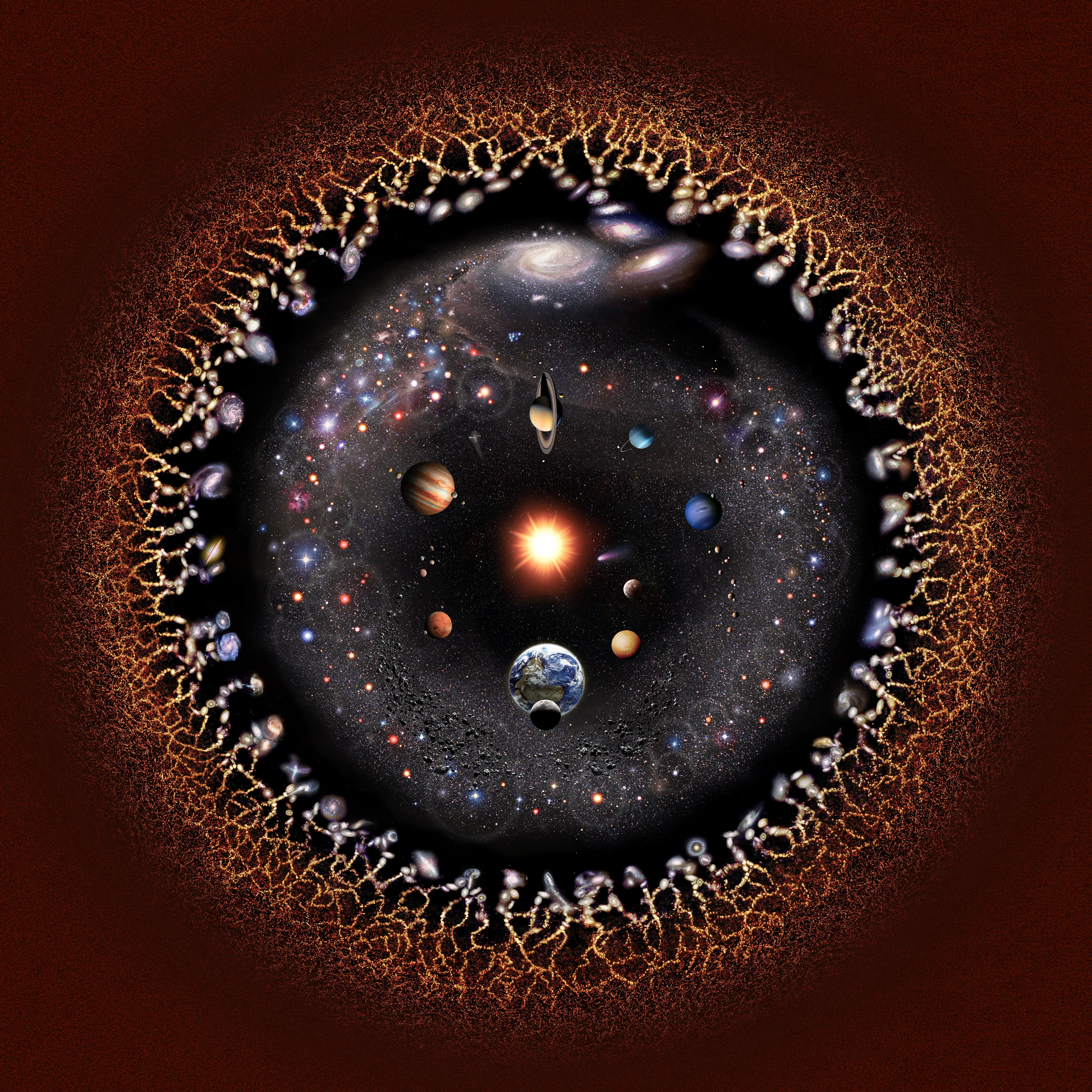
Représentation sur une échelle logarithmique de l'univers observable avec le système solaire au centre, les planètes intérieures et extérieures, les objets de la ceinture de Kuiper, Alpha Centauri, le bras de Persée, la Voie lactée, la galaxie d'Andromède, les galaxies proches, la toile cosmique, le rayonnement cosmique des micro-ondes et l'invisible du Big Bang. La distance à la Terre augmente de façon exponentielle du centre vers le bord. Les corps célestes sont représentés agrandis pour distinguer leur forme.

Cette chronologie montre toute l'histoire de l'Univers, de la Terre et de l'humanité dans un tableau. Chaque ligne est définie en années auparavant, des années avant la date actuelle. Dans chaque cellule du tableau à droite, des références à des événements ou à des personnes notables sont données, par ordre chronologique dans la cellule.
Chaque ligne correspond à un changement de logarithme (du temps avant le présent) d'environ 0,1 (en utilisant le logarithme de base 10). Les points de division sont tirés des nombres Renard R′′20. Ainsi chaque ligne représente environ 21 % du temps depuis son début jusqu'à maintenant.
Le tableau est divisé en sections avec des sous-titres. Chacune de ces sections contient environ 68% du temps depuis le début de la section jusqu'à maintenant.

## Passé

### 13 800 millionsd'années à5 500 millionsd'années
| Intervalle de temps, avant l'heure actuelle. a = annus (année) | Période | Événement, invention ou développement historique |
| -------------------------------------------------------------- | ------- | --- |
| 13,8 Ga - 11 Ga                                                |         | Big Bang. Formation et évolution des galaxies. Naissance de HD 140283, l'étoile de Mathusalem, il y a apparemment plus de 14 Ga. Premiers quasars, époque habitable. NGC 6522 formes d'amas d'étoiles. Des amas d'étoiles Omega Centauri se forment.                 |
| 11 Ga - 9 Ga                                                   |         | Formation du système planétaire Gliese 581, BX442 (la plus ancienne galaxie spirale de grand style observée), amas globulaire NGC 2808, étoile rouge géante Mu Cephei et la galaxie d'Andromède. L'étoile de Barnard (étoile naine rouge proche) peut s'être formée. |
| 9 Ga - 7 Ga                                                    |         | Une galaxie entre en collision avec la Voie lactée, donnant naissance à la soi-disant population d'étoiles Gaïa-Encelade. Gliese 876 et ses planètes se forment. |
| 7 Ga - 5,5 Ga                                                  |         | Naissance d' Alpha Centauri |

### 5 500 millionsd'années à1 800 millionsd'années
| Intervalle de temps, avant l'heure actuelle. a = annus (année) | Période                                                       | Événement, invention ou développement historique |
| -------------------------------------------------------------- | ------------------------------------------------------------- | --- |
| 5.5 Ga – 4.5 Ga                                                |                                                               | Formation du Soleil, du Système Solaire, de la Terre, de la Lune. |
| 4.5 Ga – 3.5 Ga                                                | Hadéen, début de l'Archéen                                    | Grand bombardement tardif (peut-être). Origine de la vie. Les premières formes de vie connues: des quantités inhabituellement élevées d'isotopes légers de carbone, signe de vie courant, trouvées dans des gisements minéraux âgés de 4,25 Ga situés dans les Jack Hills de l'Australie-Occidentale. Dernier ancêtre commun universel. Preuve de micro-organismes des mont hydrothermals; graphite biogénique dans des roches métasédimentaires âgées de 3,7 Ga découvert dans l'ouest du Groenland. Les bactéries et les archées se séparent. |
| 3.5 Ga – 2.8 Ga                                                | Archéen                                                       | Fossiles de tapis microbiens et signes de vie sur terre en Australie-Occidentale. Stromatolithes. Cyanobactéries possibles (photosynthèse). Stabilisation des cratons. Les biomarqueurs de stérane indiquent peut-être les premiers eucaryotes. Possible plus grand cratère sur Terre près de Maniitsoq, Groenland. |
| 2.8 Ga – 2.2 Ga                                                | Fin de l'Archéen, début du Protérozoïque (Paléoprotérozoïque) | Grande Oxydation. Début de la glaciation huronienne. Les continents se forment. |
| 2.2 Ga – 1.8 Ga                                                | Paléoprotérozoïque                                            | Fin de la glaciation huronienne. Fossiles de Grypania. Premiers fossiles de cyanobactéries sans ambiguïté, dans les Îles Belcher. Premier acritarche eucaryote connu (probablement). Un bolide de plus de 10 km crée le Dôme de Vredefort. Voie lactée perturbée par la collision. Les niveaux d'oxygène chutent brièvement (éventuellement). Un bolide de 10 km de diamètre crée le bassin de Sudbury. Columbia (supercontinent). Traces de 24-isopropylcholestane, éventuellement d'éponges.                                                  |

### 1 800 millionsd'années à550 millionsd'années
| Intervalle de temps, avant l'heure actuelle. a = annus (année) | Période                                                           | Événement, invention ou développement historique |
| -------------------------------------------------------------- | ----------------------------------------------------------------- | --- |
| 1,8 Ga - 1,4 Ga                                                | Fin du Paléoprotérozoïque, début du Mésoprotérozoïque (Calymmien) | Fossiles d' algues rouges (eucaryotes). L'érosion du granite introduit du cuivre, du zinc et du molybdène dans les eaux de surface. |
| 1,4 Ga - 1,1 Ga                                                | Ectasien, Sténien                                                 | Eucaryotes trouvés dans les lacs. |
| 1,1 Ga - 900 Ma                                                | Fin du Mésoprotérozoïque, début du Néoprotérozoïque (Tonien)      | Rassemblement du supercontinent Rodinia. Apparence de sexe (éventuellement). Traces d'animaux ressemblant à des éponges,. |
| 900 Ma - 700 Ma                                                | Tonien                                                            | Champignons terrestres,. Rupture de Rodinia, début de la glaciation sturtienne, possible Snowball Earth, le volcanisme sur Vénus s'arrête pratiquement. |
| 700 Ma - 550 Ma                                                | Cryogénien, Édiacarien                                            | Le supercontinent Pannotia se forme, puis se décompose en Laurentia, Gondwana, Angaraland et Baltica. Glaciation marinoenne. Première vie non microscopique (biote édiacarien). Rangeomorphes. Excursion Shuram de δ13C, probablement liée à la montée des premiers animaux de type cambrien tels que Yilingia de type arthropode. |

### 550 millionsd'années à180 millionsd'années
| Intervalle de temps, avant l'heure actuelle. a = annus (année) | Période                                                                             | Événement, invention ou développement historique |
| -------------------------------------------------------------- | ----------------------------------------------------------------------------------- | --- |
| 550 Ma - 450 Ma                                                | Fin du Précambrien, début du Phanérozoïque et du Paléozoïque (Cambrien, Ordovicien) | Explosion cambrienne. Poissons comme Myllokunmingia et Pikaia. Premiers conodontes. Trilobites. Tous les phylums minéralisés modernes sont présents. Bivalves. Arthropodes dominants jusqu'à l'arrivée du nautili chambré. Extinction de masse fin-botomienne. Forme des Appalaches. Premiers fossiles de plantes sur terre. Grande biodiversification ordovicienne. Premiers eurypteridés ou scorpions de mer. La collision d' astéroïdes donne naissance à un groupe de météoroïdes chondrite de type L et à plusieurs cratères ca. Il y a 470 Ma (événement météore ordovicien). Glaciation andine-saharienne. Première étoile de mer, oursins, placodermes, poissons cartilagineux (comme les requins) et poissons osseux. Première preuve claire d' arthropodes terrestres (scorpiones). |
| 450 Ma - 350 Ma                                                | Silurien, Dévonien                                                                  | Extinction Ordovicien-Silurien. Prototaxites, organisme ressemblant à un arbre, probablement un champignon ou un lichen. Premier bois. Jaekelopterus rhenaniae. Labyrinthodontia, le groupe qui comprend désormais les reptiles et les mammifères. Archaeopteris (arbres ressemblant à des fougères), Tiktaalik (poisson-poumon) se promène sur terre. Ichthyostega. Premiers amphibiens, graines, cœlacanthes. Événement Kellwasser. Il reste peu d'arthropodes sur terre. Début de la Lacune de Romer dans le dossier tétrapode. |
| 350 Ma - 280 Ma                                                | Carbonifère, début du Permien                                                       | Glaciation du Karoo. Formation du supercontinent de la Pangée. Les niveaux d'oxygène augmentent et les animaux colonisent la terre une seconde fois. Premiers insectes ailés et reptiliomorphes tels que Eogyrinus. Synapsides puis pelycosaures (précurseurs de mammifères). Reptiles. Effondrement de la forêt tropicale du Carbonifère. |
| 280 Ma - 220 Ma                                                | Fin du Permien, début du Trias                                                      | Cycas, fougères à graines. L'oxygène dans l'atmosphère atteint son maximum, autour de 30%. Les gorgonopsiens et autres thérapsides (précurseurs des mammifères) déplacent les pelycosaures en tant qu'animaux terrestres dominants. Événement d'extinction de fin capitanien. Cynodonts (précurseurs de mammifères). Premiers homéothermes, animaux à sang chaud. Éruption des trapps de Sibérie et Extinction Permien-Trias. Traces de dinosaures,. 40° C des températures de la mer pendant l'extinction Olénékien. Les tortues. Archosaures, domination des Suchians (précurseurs des crocodiliens). Premiers ptérosaures, ichtyosaures. Dinosaures. Gymnospermes dominants. Flore Dicroidium commune sur terre. Le cratère du Réservoir Manicouagan s'est formé. Premiers lézards.        |
| 220 Ma - 180 Ma                                                | Fin du Trias, début du Jurassique                                                   | Premiers séquoias. Province magmatique centre atlantique et extinction Trias-Jurassique. L'oxygène dans l'atmosphère atteint un faible niveau d'environ 12%. Rupture de Pangea en Gondwana et Laurasia. Les mammifères. Sauropodes, carnosaures, stégosaures. Chiffre d'affaires toarcien (extinction). Gondwana se rompt. |

### 180 millionsd'années à55 millionsd'années
| Intervalle de temps, avant l'heure actuelle. a = annus (année) | Période                                          | Événement, invention ou développement historique |
| -------------------------------------------------------------- | ------------------------------------------------ | --- |
| 180 Ma - 140 Ma                                                | Jurassique                                       | Le sous-continent indien se sépare du Gondwana oriental. Juramaia sinensis, premier mammifère euthérien connu. Premiers oiseaux (Archaeopteryx). Les dinosaures sont des animaux terrestres dominants. De grands et petits nuages de Magellan entrent en collision,. |
| 140 Ma - 110 Ma                                                | Crétacé inférieur, Aptien                        | Plantes à fleurs. Premiers énantiornithes. Éruption d'Ontong Java. Premiers serpentes connus. Événement anoxique océanique précoce Aptien. Mer fraîche par 5° C pendant 2 millions d'années. Les premiers fossiles monotrèmes connus. Sinodelphys, premier marsupial connu. Eomaia, semblable aux mammifères placentaires. |
| 110 Ma - 90 Ma                                                 | Albien, Crétacé supérieur, Cénomanien, Turonien, | Supervolcan dans l'est de l'Australie envoie des particules sur la côte ouest. Abeilles. Les mammifères se diversifient sous de nombreuses formes. Événement de limite Cénomanien-Turonien (océans anoxiques depuis un demi-million d'années), extinction des ichtyosaures. |
| 90 Ma - 70 Ma                                                  | Coniacien, Santonien, Campanien                  | Dominance des rosidées angiospermes. Les montagnes Rocheuses commencent à se former. Zealandia quitte l' Australie. Les mosasaures sont des prédateurs marins dominants. |
| 70 Ma - 55 Ma                                                  | Maastrichtien, Paléocène                         | Preuve de graminées dans les excréments de dinosaures (coprolithes). Les crocodiles. Madagascar se sépare de l'Inde. Bolide crée le cratère de Chicxulub . Trapps du Deccan. Shiva (cratère) possible. Extinction Crétacé-Paléogène, les dinosaures non aviaires meurent. Les mammifères dominent. Titanoboa, le plus grand serpent connu. Eritherium, premier proboscide connu. Lémuriens. Maximum thermique du passage Paléocène-Éocène. |

### 55 millionsd'années à18 millionsd'années
| Intervalle de temps, avant l'heure actuelle. a = annus (année) | Période                                           | Événement, invention ou développement historique |
| -------------------------------------------------------------- | ------------------------------------------------- | --- |
| 55 Ma - 45 Ma                                                  | Éocène, Yprésien, Lutétien                        | Premiers créodontes. Premier équidé, l'Eohippus ou Hyracotherium. Les montagnes du Cordillère des Andes commencent à s'élever. L'événement Azolla réduit le dioxyde de carbone dans l'atmosphère. L'Inde entre en collision avec l' Asie, donnant naissance à l'Himalaya. Premiers cétacés (baleines) et simiens.          |
| 45 Ma - 35 Ma                                                  | Éocène, Lutétien, Bartonien, Priabonien           | Les primates traversent l'Atlantique vers l'Amérique du Sud et deviennent des singes du Nouveau Monde. Premier animal ressemblant à un éléphant, le Moeritherium. Graminées communes. Cratère Popigaï de 100 km en Sibérie. Cratère de la baie de Chesapeake de 90 km.                                                     |
| 35 Ma - 28 Ma                                                  | Fin de l'Éocène, début de l' Oligocène (Rupélien) | Ouverture de la voie maritime de Tasmanie et du passage de Drake, permettant la création du courant circumpolaire antarctique. Mysticeti apparaissent. Ceinture de Gould créée. Les Alpes commencent à s'élever. Première Paraceratherium d'environ 6 mètres de haut. Éruption explosive de La Garita Caldera au Colorado. |
| 28 Ma - 22 Ma                                                  | Oligocène, Chattien                               | Pelagornis sandersi, le plus grand oiseau volant connu avec une envergure de 6 ou 7 mètres. Puijila darwini, pinnipède précoce. Daeodon shoshonensis. |
| 22 Ma - 18 Ma                                                  | Miocène, Aquitanien                               | Ursavus - ancêtre des ours. |

### 18 millionsd'années à5,5 millionsd'années
| Intervalle de temps, avant l'heure actuelle. a = annus (année) | Période                        | Événement, invention ou développement historique |
| -------------------------------------------------------------- | ------------------------------ | --- |
| 18 Ma - 14 Ma                                                  | Miocène, Burdigalien, Langhien | L'Antarctique est principalement recouvert de glace. L'Afrique/Arabie entre en collision avec l'Eurasie, au bout de la Téthys (océan). Groupe basaltique du Columbia. Premiers deinotheres, semblables à un éléphant mais avec des défenses sur la mâchoire inférieure. Astroblème du Nördlinger Ries. Optimum climatique miocène miocène, perturbation miocène moyen. Hominidae se sont séparés des Hylobatidae. |
| 14 Ma - 11 Ma                                                  | Miocène, Serravallien          | Dernier des adapiformes. Anoiapithecus brevirostris, l'un des premiers hominidés, en Espagne. |
| 11 Ma - 9 Ma                                                   | Miocène, Tortonien             | Les montagnes Olympiques atteignent leur hauteur actuelle. Rudapithecus, un grand singe probablement bipède,. |
| 9 Ma - 7 Ma                                                    | Miocène, Tortonien             | Premier Gigantopithèque, un singe de près de 10 pieds (3,048 m) hauteur. Les graminées C4 deviennent courantes. Les crocodiles traversent l'Atlantique vers l'Amérique. |
| 7 Ma - 5,5 Ma                                                  | Miocène, Messinien             | Grécopithèque ("singe grec"), peut-être ancêtre des hominines. 'Toumaï', de l'espèce Sahelanthropus tchadensis, présente quelques traits humains. Premier Thylacosmilus, marsupial à dents de sabre d'Amérique du Sud. Orrorin tugenensis, possible hominine. Apparente hominidés empreintes près Trachilos, sur la Crète,. La mer Méditerranée s'assèche (la crise de salinité messinienne).                     |

### 5,5 millionsd'années à 1,8 million d'années
| Intervalle de temps, avant l'heure actuelle. a = annus (année) | Période                                                                 | Événement, invention ou développement historique |
| -------------------------------------------------------------- | ----------------------------------------------------------------------- | --- |
| 5,5 Ma à 4,5 Ma                                                | Pliocène, Zancléen                                                      | Transgression pliocène. Ardipithecus ramidus, Australopithecus anamensis. Divergence des ours blancs et des ours bruns. Date possible du cratère Karakul de 52 km au Tadjikistan. |
| 4,5 Ma - 3,5 Ma                                                | Zancléen                                                                | Premier Australopithecus afarensis, un grand singe bipède. Empreintes de fossiles d' Hominin à Laetoli, Tanzanie. |
| 3,5 Ma - 2,8 Ma                                                | Fin du Pliocène, Plaisancien, début du Paléolithique inférieur (3,3 Ma) | Preuve de l'utilisation d'outils en pierre par A. afarensis,. La ligne humaine perd de la fourrure (éventuellement). Temps possible de l' isthme de Panama reliant l'Amérique du Sud et l'Amérique centrale. Grand échange faunique interaméricain . Lucy, membre de l'espèce Australopithecus afarensis. Premier Megatherium, un paresseux terrestre. |
| 2,8 Ma - 2,2 Ma                                                | Début du Pléistocène, Gélasien (2,6 Ma)                                 | Début des glaciations quaternaires. Homo habilis apparaît. Extinction du requin Mégalodon, peut-être causée par une supernova ou des supernovas proches de l' Association Scorpion-Centaure, qui ont déposé 60Fe sur Terre,. Outils oldowayens utilisés près de Gona, en Éthiopie (2,6 Ma). Utilisation possible d'outils à Masol, en Inde (2,8 Ma). Impact de l' astéroïde Eltanin (1 à 4 km de diamètre) dans le Pacifique. Objets en pierre à Longgupo (Dragon Bone Slope), en Chine (2,5 Ma) (voir aussi Homme de Wushan). |
| 2,2 Ma - 1,8 Ma                                                | Gélasien                                                                | Island Park Caldera dans le Wyoming et l'Idaho. Homo georgicus à Dmanissi, en Géorgie (1,77 Ma). Australopithecus sediba en Afrique du Sud (2 Ma). Homo ergaster en Afrique de l'Est (2 Ma). Premiers signes de l'Acheuléen au Kenya (1,76 Ma). Derniers oiseaux-terreur connus. |

### 1,8 million d'années à550 000 ans
| Intervalle de temps, avant l'heure actuelle. a = annus (année) | Période                              | Événement, invention ou développement historique |
| -------------------------------------------------------------- | ------------------------------------ | --- |
| 1,8 Ma - 1,4 Ma                                                | Calabrien                            | Premiers bifaces en Afrique (1,95 Ma). Homo trouvé en Europe (Bulgarie 1,5 Ma, Espagne 1,4 Ma). |
| 1,4 Ma - 1,1 Ma                                                | Calabrien                            | La caldeira de Henry's Fork dans l'Idaho éclate. |
| 1,1 Ma - 900 ka                                                | Calabrien                            | Outils lithiques à Florès. Cela nécessitait une traversée maritime d'au moins 19 km. Preuve possible de cuisson au feu en Afrique du Sud,. Cratère Zhamanshin de 14 km formé au Kazakhstan. Traces de pas et outils à Happisburgh, en Angleterre. |
| 900 ka - 700 ka                                                | Début du Pléistocène moyen (774 ka). | Inversion Brunhes-Matuyama, dernière inversion du champ magnétique terrestre, marquant le début du Pléistocène moyen et la fin du Pléistocène inférieur. Homme de Yunxian trouvé dans le xian de Yun (Hubei), en Chine (936 ka),. Traces d'utilisation du feu et des olives, des glands et d'autres aliments à base de plantes,, au Pont des Filles de Jacob, en Israël. Homme de Pékin. Outils lithiques trouvés à Luçon, aux Philippines,. Mandibule fossile fragmentaire humaine à Florès,. Homo antecessor en Espagne (860 ka). Les marques de découpe sur les os humains indiquent le cannibalisme. |
| 700 ka - 550 ka                                                | Pléistocène moyen                    | La Caldeira de Yellowstone répand le Lava Creek Tuff sur l'Amérique du Nord occidental. |

### 550 000 ansà180 000 ans
| Intervalle de temps, avant l'heure actuelle. a = annus (année) | Période                                                                              | Événement, invention ou développement historique |
| -------------------------------------------------------------- | ------------------------------------------------------------------------------------ | --- |
| 550 ka - 450 ka                                                | Pléistocène moyen                                                                    | Pointes de pierre (peut-être pour les lances) utilisées par Homo rhodesiensis en Afrique du Sud. Gravure sur coquillage à Trinil à Java central, réalisée par Homo erectus. Homo heidelbergensis en Allemagne, en France. Ancienne lance en bois à Clacton-on-Sea, en Angleterre.                                                                                              |
| 450 ka - 350 ka                                                | Pléistocène moyen                                                                    | Vénus de Tan-Tan (il y a 300 à 500 ka) et Vénus de Berekhat Ram (231 à 800 ka). Première apparition de l'Homme de Néandertal, à la Sima de los Huesos, à Atapuerca. Anticlinal Weald – Artois brisée par une massive vidange brutale de lac glaciaire, créant une vallée sous l'actuel Pas de Calais. Pigments, javelots de Schöningen. Traces de pas de Ciampate del Diavolo. |
| 350 ka - 280 ka                                                | Pléistocène moyen                                                                    | Début du Paléolithique moyen. Preuves de l'utilisation du feu pour prétraiter la pierre pour fabriquer des lames, à la grotte de Qesem en Israël,. Le plus ancien Homo sapiens connu trouvé à Djebel Irhoud, au Maroc (300 ka). Squelettes d' Homo naledi dans les grottes de Rising Star, en Afrique du Sud (300 ka). Supernova Geminga.                                      |
| 280 ka - 220 ka                                                | 280e à 221e millénaires avant le présent                                             | Homme de Jinniushan, en Chine du Nord. Temps estimé d' Adam chromosomique Y., Literie en frêne et herbe. Homme de Kibish, en Éthiopie (235 ka). Le Pas de Calais s'est formé, la Grande-Bretagne devient (peut-être) une île pour la première fois. Date apparente des outils en pierre sur le site de Hueyatlaco au Mexique.                                                  |
| 220 ka - 180 ka                                                | 220e à 201e millénaires avant le présent et 200e à 181e millénaires avant le présent | Possible Homo sapiens en Grèce,. Homme de Dali en Chine. Homo sapiens à la grotte de Misliya, en Israël (185 ka),. |

### 180 000 ansà55 000 ans
| Intervalle de temps, avant l'heure actuelle. a = annus (année) | Période                                                                             | Événement, invention ou développement historique |
| -------------------------------------------------------------- | ----------------------------------------------------------------------------------- | --- |
| 180 ka - 140 ka                                                | 180e à 141e millénaires avant le présent                                            | Assemblage souterrain de stalagmites construit par les Néandertaliens,. Utilisation d' ocre, de fines lames de pierre et des produits de la mer à Pinnacle Point, Afrique du Sud. Preuve claire de la rôtissage à base de plantes (rhizomes d'Hypoxis),. Homme de Denisova (au Tibet ),. Temps estimé de Ève mitochondriale. Début de l'Atérien (145 ka). |
| 140 ka - 110 ka                                                | 140e à 111e millénaires avant le présent                                            | Fin du Pléistocène moyen, début du Pléistocène supérieur. Interglaciaire Éémien. néandertaliens récents. Outils de pierre en Crète (40 km du continent). Traces de découpe sur os fossiles en Californie,. Les Néandertaliens fabriquent des ornements à partir de griffes d'aigle,. Les températures sont plus élevées au milieu de l'interglaciaire éémien que pendant l'Holocène. Preuve d'humains dans le sud-ouest de Victoria (Australie). Impulsion d'aridité Eémienne tardive. Outils utilisés sur le site de Talepu à Sulawesi,. Bijoux en coquillages en Espagne, apparemment fabriqués par des Néandertaliens. |
| 110 ka - 90 ka                                                 | 110e à 101e millénaires avant le présent et 100e à 91e millénaires avant le présent | Pluvial Abbassia. Derniers fossiles connus d' Homo erectus. Coquillages troués, probablement utilisés comme perles, à la grotte d' Es Skhul sur le mont Carmel. Art de l'Homme de Denisova (lignes parallèles),. Peinture réalisée à la grotte de Blombos. Homme de Florès sur l'île de Florès (Indonésie). Tombes d' Homo sapiens inhumés à Qafzeh, en Israël. |
| 90 ka - 70 ka                                                  | 90e à 71e millénaires avant le présent                                              | Harpon. Perles de coquillages dans la grotte des Pigeons, au Maroc. Utilisation d' insecticide ocotea bullata dans la litière de la grotte de Sibudu en Afrique du Sud. Outils fabriqués à Kota Tampan, Malaisie, probablement par Homo sapiens. Dessins abstraits gravés sur ocre et écaillés sous pression à la grotte de Blombos en Afrique du Sud. Utilisation de colle à la grotte de Sibudu. Éruption du Toba. Pointe de projectile en forme de pointe de flèche et flèches éventuellement empoisonnées,. |
| 70 ka - 55 ka                                                  | 70e à 56e millénaires avant le présent                                              | L'étoile de Scholz aurait traversé le nuage de Oort. Art pariétal par les Néandertaliens,. Peuplement de l'Australie,. Les humains commencent à porter des vêtements. Homo luzonensis aux Philippines,. Flèche (arme) et outil de type aiguille à coudre utilisé à Grotte de Sibudu, Afrique du Sud. Œufs d' autruche gravés à Diepkloof Rock Shelter. Structure circulaire de poteaux près de Poitiers, construite par les Néandertaliens. |

### 55 000 ansà18 000 ans
| Intervalle de temps, avant l'heure actuelle. a = annus (année) | Période                                                                          | Événement, invention ou développement historique |
| -------------------------------------------------------------- | -------------------------------------------------------------------------------- | --- |
| 55 ka - 45 ka                                                  | 55e à 51e millénaires avant le présent et 50e à 46e millénaires avant le présent | Fin du Paléolithique moyen, modernité comportementale. Ficelle,. Préhistoire de l'Australie; désertification et extinction des mégafaune australienne, probablement à cause de l'homme. |
| 45 ka - 35 ka                                                  | 45e à 41e millénaires avant le présent et 40e à 36e millénaires avant le présent | Début du Paléolithique supérieur. Industrie minière (d'hématite à la Grotte du Lion au Eswatini). Pêche au thunnini haute mer,. Début des cultures aurignacien et Châtelperronien. Homme de Mungo. Éruption ignimbritique de Campanie. Flûte au Paléolithique. Vénus de Hohle Fels. Teinture. Fin du Moustérien.                                                    |
| 35 ka - 28 ka                                                  | 35e à 31e millénaires avant le présent et 30e à 29e millénaires avant le présent | Premier homicide connu (Roumanie),. Avoine transformée en farine,. Peuplement du Japon. Sculpture en ivoire d'homme-lion. Peintures de la grotte Chauvet. Mortier et pilon,. Boomerang. Figurine aviaire en ivoire et phallus de pierre de Hohle Fels. Vénus de Dolní Věstonice (première céramique connue). Fin de la culture aurignacienne, début du gravettien . |
| 28 ka - 22 ka                                                  | 28e à 26e millénaires avant le présent et 25e à 23e millénaires avant le présent | Tissage. Vénus de Lespugue. Propulseur. Éruption Oruanui. Dame de Brassempouy. Enfant Lapedo avec mélange de caractéristiques de Néandertal et de sapiens à Lagar Velho. |
| 22 ka - 18 ka                                                  | 22e à 21e millénaires avant le présent et 20e à 19e millénaires avant le présent | Fin de la Gravettien, début de Solutréen. Le zénith du dernier maximum glaciaire. Os d'Ishango. Grotte de Lascaux. Cratère de Tenoumer. Rhombe (instrument). |

### 18 000 ansà5 500 ans
| Intervalle de temps, avant l'heure actuelle. a = annus (année) | Période                                                                    | Événement, invention ou développement historique |
| -------------------------------------------------------------- | -------------------------------------------------------------------------- | --- |
| 18 ka – 14 ka                                                  | 18e millénaire av. J.-C. et 17e à 15e millénaires avant le présent         | Magdalénien. Meltwater pulse 1A. Pain. Premier peuplement de l'Amérique. Homme de Maludong. |
| 14 ka – 11 ka                                                  | XIIe millénaire av. J.-C. - Xe millénaire av. J.-C.                        | Natoufien. Odontologie. Début de la culture Clovis et la période Jōmon. Conflits préhistoriques. Fin du Tardiglaciaire, début du Dryas récent. Submersion du Banc Spartel. Göbekli Tepe. Fin du Pléistocène, début de l'Holocène. Révolution néolithique (début de l'agriculture, domestication des animaux). Supernova Vela (XYZ). |
| 11 ka – 9 ka                                                   | IXe millénaire av. J.-C., VIIIe millénaire av. J.-C.                       | Fin de la culture Clovis. Jéricho. Néolithique précéramique B. Domestication de Bos taurus. Préboréal. Cannabis. Éruption de Grímsvötn. Domestication de la chèvre et du mouton. Fin de Béringie. Tannage. |
| 9 ka – 7 ka                                                    | VIIe millénaire av. J.-C., VIe millénaire av. J.-C.                        | Boréal (palynozone). Début de l'optimum climatique de l'Holocène. Fin du Greenlandien, début du Northgrippien. Fraise dentaire. Culture de Cishan, culture de Peiligang. Traîneau à chien. Trépanation. Événement climatique de 8200 BP, le lac Agassiz et le lac glaciaire Ojibway se jette en grande partie dans la baie d'Hudson. Touraille. Glissements de terrain de Storegga. Irrigation. Doggerland a été inondé, coupant la Grande-Bretagne. Vin. Crater Lake. |
| 7 ka – 5.5 ka                                                  | Chalcolithique. Ve millénaire av. J.-C., début du IVe millénaire av. J.-C. | Atlantique (palynozone), Northgrippien, événement de Bond. Aviron (rame). Chasséen. Indo-européen commun. Culture de Yangshao, tour de potier, culture de Hemudu. Culture de Sredny Stog. Plomberie. Derniers mastodontes. Âge du cuivre. Sériciculture. Poursuite de l'optimum climatique de l'Holocène. Fin de la période d'Obeïd, début de la période d'Uruk. Charrue. Sweet Track. Culture de Pfyn. Pop-corn. Ġgantija.                                            |

### 5 500 ansà1 800 ans
| Intervalle de temps, avant l'heure actuelle. a = annus (année) | Période                                                                                        | Événement, invention ou développement historique |
| -------------------------------------------------------------- | ---------------------------------------------------------------------------------------------- | --- |
| 5,5 ka - 4,5 ka                                                | Fin du IVe millénaire av. J.-C., début du IIIe millénaire av. J.-C. Début de l' âge du bronze. | Début de Sumer, écriture, astronomie, roue. Ötzi. Culture de Liangzhu. Début de la civilisation de Caral. Oscillation Piora - re-désertification du Sahara. Réservoir d'eau. Culture Yamna. Naissance de Mathusalem (arbre). Culture de la céramique cordée. Désertification du Sahara. Début du Néolithique pastoral de savane. Substance semblable à du savon produite à Babylone. Début de la culture de Longshan. Newgrange. Fil métallique. Pyramide (architecture), Ur (Mésopotamie), Stonehenge. Domestication du cheval. |
| 4,5 ka - 3,5 ka                                                | Fin du IIIe millénaire av. J.-C., début du IIe millénaire av. J.-C.                            | Civilisation de la vallée de l'Indus. Elmenteitien. Culture campaniforme. Événement climatique de 4200 BP - une longue sécheresse qui peut avoir causé l'effondrement de l'Ancien Empire et de l'empire d'Akkad. Crue des hautes eaux. Dynastie Xia, dynastie Shang. Code d'Ur-Namma. Civilisation minoenne. Éruption Avellino du Vésuve. Balance (instrument). Comprimé de Plimpton 322 relatif aux triplets de Pythagore. Théâtre de marionnettes. Calcul de la racine carrée de deux à Babylone. Cultures de Seima-Turbino. Papyrus Rhind, impliquant une approximation de pi. Derniers mammouths. Culture de Xiajiadian inférieur. Fin de la civilisation de Caral. Éruption minoenne . Papyrus chirurgicaux et médicaux en Egypte. Cannabis trouvé dans un sanctuaire turkmène.                                                                                     |
| 3,5 ka - 2,8 ka                                                | 1500 av. J.-C. - 800 av. J.-C. Début de l'âge du fer .                                         | Alphabet protosinaïtique. Zénith du Nouvel Empire, Nok (culture), période védique, culture des champs d'urnes, Babylone (civilisation). Semoir, char. Fin de la dynastie Shang, début de la dynastie Zhou. Tour (machine-outil). Début de l'expansion bantoue. Olmèques. Béton de ciment. Hittites. Migrations indo-iraniennes. Effondrement de l'âge du bronze, fin de la civilisation de la vallée de l'Indus. Éruption Hekla 3. La population mondiale atteint 100 millions. Fin de la culture d'Andronovo. Apiculture. |
| 2,8 ka - 2,2 ka                                                | 800 av. J.-C. - 200 av. J.-C.                                                                  | Période axiale. Période des Printemps et Automnes, Grande Muraille, période des Royaumes combattants, dynastie Qin. Début de la civilisation zapotèque. Trière, baliste, trébuchet, arbalète. Culture de Sa Huỳnh. Chute du royaume d'Israël et du royaume de Juda. Phare. Fin de la culture de Novotcherkassk. Premières pièces. Fin de l'empire néo-assyrien, Achéménides, Basse époque. Cannabis riche en THC utilisé au Xinjiang. Fin des Olmèques. Bouddhisme ancien. Fin de la culture de Hallstatt. Théorème de Pythagore. Haut fourneau, fonte (métallurgie). Époque classique, guerre du Péloponnèse, guerres médiques. Étrusques. Engrenage. Raids gaulois en Italie. Selle (équitation). Helike s'enfonce sous les vagues. Campagnes d'Alexandre le Grand. Géométrie. Bibliothèque d'Alexandrie. Roue à aubes. Guerre du Kalinga, début des guerres puniques. |
| 2,2 ka - 1,8 ka                                                | 200 av. J.-C. - 200 EC                                                                         | Épi-Olmèques. Début de la Nazca (civilisation). Fin de l'Empire maurya, début de la dynastie Shunga. Optimum climatique romain. Dynastie Han, papier. Indo-Scythes. Fin des guerres puniques. Machine d'Anticythère. Guerre des Cimbres. Fin de l'époque hellénistique, début de l'Empire romain. Pont en arc, soufflage du verre. Guerre des Gaules, guerres judéo-romaines. Début de la culture Lima. Propagation du bouddhisme. Conquête romaine de la Grande-Bretagne. Royaume indo-parthe. Éruption du Vésuve en 79. Séisme du 13 décembre 115 à Antioche. Empire kouchan. Peste antonine. Christianisme. Début de la rébellion des Turbans jaunes. Pyramide du Soleil. |

### 1 800 ansà550 ans
| Intervalle de temps, avant l'heure actuelle. a = annus (année) | Période     | Événement, invention ou développement historique |
| -------------------------------------------------------------- | ----------- | --- |
| 1,8 ka - 1,4 ka                                                | 200 - 600   | Manichéisme Peste de Cyprien. Dynastie Jin. Dioclétien. Constantine. Axumite Empire adopte le christianisme, conquiert Meroë et le royaume de Kush. 365 Tremblement de terre en Crète. L'Empire romain se divise. Tiwanaku. Civilisation maya classique. Empire byzantin, Augustin, Attila le Hun, Saint Patrick, le roi Arthur. Teotihuacán. Le roi Kaleb d'Axoum conquiert le royaume himyarite juif pour avoir persécuté les chrétiens. Émeutes de Nika. Changements climatiques de 535-536. Peste de Justinien. Début de la petite période glaciaire de l'Antiquité tardive. |
| 1,4 ka - 1,1 ka                                                | 600 - 900   | Fin de la dynastie Sui, début de la dynastie Tang. Expansion de l'islam, fin des Sassanides, contraction de l'Empire byzantin, conquête musulmane du Maghreb, conquêtes musulmanes des Indes, conquête musulmane de la péninsule Ibérique, début des califats, bataille de Kerbala. Campagnes des Tang contre les Turcs orientaux. Fin des guerres perso-romaines. Guerre franco-frisonne, guerre Koguryo–Tang. Moulin à vent. Fondation de l'Premier Empire bulgare, début des guerres byzantino-bulgares. Fondation du royaume du Kanem-Bornou. Khazars. Fin du Khaganat turc. Révolte d'An Lushan. Zénith de l'empire du Ghana. Début de la dynastie Pala. Fondation des États pontificaux. Pic de carbone 14 de 774-775. Début de l'Âge d'or de l'Islam et de l'Âge des Vikings. Fin des invasions barbares. Début de l'Empire khmer. Empire carolingien. Début de Cahokia. Algèbre. Honfoglalás. Pornocratie pontificale. Éruption du complexe volcanique du mont Edziza. |
| 1 100 ans - 900 ans                                            | 900 - 1120  | Toltèques. Fin de la dynastie Tang, la période des Cinq Dynasties et des Dix Royaumes, début de la dynastie Song. Poudre noire. Fondation du royaume d'Angleterre, du royaume de France, et du Saint-Empire romain germanique. Éruption du mont Paektu en 946. Colonisation viking des Amériques. Écluse. Loi des sinus. Optimum climatique médiéval. Caractère (typographie). Séparation des Églises d'Orient et d'Occident. Début des Almoravides. Hauteur de Rus' de Kiev et du Califat fatimide, déclin de l'Empire byzantin. SN 1054. Conquête normande de l'Angleterre. Massacre de Grenade. Première croisade. |
| 900 ans - 700 ans                                              | 1120 - 1320 | Croisade. Anarchie anglaise. Séisme de 1138 à Alep. Guerres novgorodo-suédoises. Hauteur de l'Empire khmer. Invasion normande de l'Irlande. Bombarde (militaire) a inventé en Chine. Déclin du bouddhisme en Inde. Guerre de Genpei. Début du royaume de Cuzco. Zénith du royaume du Kanem-Bornou. Début de l'Empire mongol, conquêtes mongoles. Croisade des albigeois. Invasion française de la Normandie. Début du sultanat mamelouk d'Égypte. Mont Rinjani sur Lombok éclate, provoquant un refroidissement global et des récoltes ratées. Horde d'or. Bataille de Bagdad (1258), fin de l'Âge d'or de l'Islam. Bataille d'Aïn Djalout - première utilisation connue d'escopette (arme à feu). Invasions mongoles du Japon. Lunettes. Fin de la dynastie Song, début de la dynastie Yuan. Édit d'Expulsion (1290). Invasion mongole de Java. Fondation de l'Empire ottoman. Canon (artillerie). Grande famine de 1315-1317 et début de la crise de la fin du Moyen Âge. |
| 700 ans - 550 ans                                              | 1320 - 1470 | Fin de l'Ilkhanat de Perse. Début du royaume de Vijayanagara. Guerre de Cent Ans. La peste noire marque le début de la deuxième pandémie de peste. Début du Sultanat du Bengale, déclin de Cahokia. Révolte des Turbans rouges, fin de la dynastie Yuan, début de la dynastie Ming. Début de l'Empire timouride, Renaissance timouride. Lance-roquettes multiple Hwacha, mine marine. Révolte des paysans. Zénith de l'empire du Mali. Début de la période Joseon et du sultanat de Malva. Bataille de Nicopolis, fin du Second Empire bulgare. Début de l'union de Kalmar. Bataille d'Ankara, Interrègne ottoman. Conquête des îles Canaries, début de l'Empire espagnol. Bateau-trésor. Début de la Renaissance. Guerre du royaume de Pologne contre l'ordre Teutonique. Bataille de Ceuta (1415), début de l'Empire colonial portugais. Ressort hélicoïdal. Croisades contre les hussites. Cité interdite. Presse typographique. Début de l'Empire inca. Éruption de Kuwae. Fin de l'Empire byzantin. Guerre de Treize Ans. Machu Picchu. Début de la guerre des Deux-Roses. Révolte marocaine de 1465. |

### 550 ansà180 ans
| Intervalle de temps, avant l'heure actuelle | Période     | Événement, invention ou développement historique |
| ------------------------------------------- | ----------- | --- |
| 550 ans - 450 ans                           | 1472 - 1571 | Renaissance. Guerres de Bourgogne. Début de l'Inquisition espagnole. Fin d'al-Andalus, décret de l'Alhambra. Début de la colonisation européenne des Amériques, l'échange colombien, et le commerce triangulaire. Guerres d'Italie. Début de Sikhisme. Zénith de la dynastie Ming. Début de la dynastie des Séfévides, fin de l'Empire timouride. Début de l'impérialisme occidental en Asie. Début des guerres ottomano-persanes. Épidémie dansante de 1518. Chute de l'Empire aztèque, cocoliztli. Circumnavigation Magellan-Elcano. Fin de l'Union de Kalmar. Réforme protestante, guerre des Paysans allemands. Fin du Sultanat de Delhi. Empire songhaï. Raz-de-marée de la Saint-Félix en 1530. Guerre de Succession inca, conquête espagnole du Pérou. Début de l'Empire moghol. Conflits entre Ottomans et Portugais (1538–1559). Début de l'Empire suri. Révolution copernicienne, début de la révolution scientifique. Zénith de l'Empire ottoman. Tornade du Grand Port de Malte. Séisme du 23 janvier 1556 au Shaanxi. Guerre de Livonie. Révolte des Alpujarras. Première d'environ 11 guerres russo-turques (1568 à 1878). Fondation de la république des Deux Nations. Début de la guerre vénéto-ottomane (1570-1573), Sainte-Ligue (1571). |
| 450 ans - 350 ans                           | 1572 - 1671 | Guerre de Quatre-Vingts Ans. SN 1572. Fin du royaume inca de Vilcabamba. Massacre de la Saint-Barthélemy et les guerres de Religion (France), se terminant par l' édit de Nantes. Fin de la guerre vénéto-ottomane (1570-1573). Guerre anglo-espagnole (1585-1604), Longue Guerre, guerre d'Imjin. Découverte de Svalbard. Bataille de Djenné. Fin de l'époque Sengoku, début de l'époque d'Edo et sakoku. Microscope, découverte des micro-organismes. Temps des troubles (Russie) et de la famine russe de 1601-1603, probablement liée à l'éruption de Huaynaputina. Fondation de la Compagnie néerlandaise des Indes orientales et la Compagnie britannique des Indes orientales. Guerre ottomano-persane (1603–1618). SN 1604. Télescope, découverte des satellites galiléens. Logarithmes. Guerre de Trente Ans. Transition des Ming aux Qing. Calculatrice mécanique. Guerre polono-turque (1620-1621). Extinction des aurochs. Guerre franco-espagnole, Fronde (histoire). Famine dans le Deccan de 1630-1632. Guerre de Restauration (Portugal). Guerres des Trois Royaumes, première révolution anglaise. Baromètre. Guerre de Char Bouba, guerre de Castro. Début du Petit Âge glaciaire. Première des quatre guerres anglo-néerlandaises de 1652 à 1784. Pendule (horlogerie). Grande peste de Londres, grand incendie de Londres. Guerre de Dévolution. |
| 350 ans - 280 ans                           | 1672 - 1741 | Guerre polono-turque (1672-1676), guerre de Hollande. Découverte des bactéries, détermination de la vitesse de la lumière par Ole Rømer. Révolte des Pueblos. Fin de la Siècle d'or espagnol. Grande guerre turque. Édit de Fontainebleau (1685), guerre des Cévennes. Philosophiae naturalis principia mathematica. Guerre de la Ligue d'Augsbourg, Glorieuse Révolution. Famine en Ecosse, accélération de la migration écossaise vers l'Ulster, échec du projet Darién. Séisme du 11 janvier 1693 au Val di Noto. Fin du siècle d'or néerlandais. Grande guerre du Nord, guerre de Succession d'Espagne. Première guerre de Succession javanaise, deuxième guerre de Succession javanaise. Séisme du 28 octobre 1707 de l'ère Hōei. Piano, machine à vapeur, cloche de plongée. Fin du Grand Siècle (histoire de France). Peste de Marseille (1720). Krach de 1720. Guerre russo-persane de 1722-1723, guerre anglo-espagnole (1727-1729). Octant (instrument). Guerre de Succession de Pologne (1733-1738), guerre austro-russo-turque de 1735-1739, début de la guerre de l'oreille de Jenkins. Famine irlandaise de 1740-1741. |
| 280 ans - 220 ans                           | 1742 - 1801 | Siècle des Lumières. Guerre de Succession d'Autriche. Guerres carnatiques. Début de l'Empire durrani. Pic du Petit Âge glaciaire. Déportation des Acadiens. Séisme du 1er novembre 1755 à Lisbonne. Guerre de Sept Ans. Chronomètre de marine. Domination de la Compagnie britannique des Indes orientales en Inde, désindustrialisation du Bengale. Début de la révolution industrielle. Guerre russo-turque de 1768-1774. Famine au Bengale de 1770. Guerre des Paysans russes (1773-1775). Première guerre anglo-marathe, guerres du Mysore, guerre d'indépendance des États-Unis. Bateau à vapeur. Machine de Watt. Début des guerres cafres. Découverte de la photosynthèse. Scie circulaire. Révolte de Túpac Amaru II. Découverte d'Uranus. Démantèlement de la république des Deux Nations. Éruption de Lakagígar. Guerre amérindienne du Nord-Ouest. Batteuse. Guerre russo-turque de 1787-1792, guerre russo-suédoise de 1788-1790. Découverte de la conservation de la masse. Révolution française, guerres de la Révolution française. Début de la colonisation de l'Australie. Début de la révolution haïtienne. Guerre russo-polonaise de 1792. Premier vaccin. Quasi-guerre. Fin de la Compagnie néerlandaise des Indes orientales. Pierre de Rosette. Découverte de (1) Cérès. La population mondiale atteint 1 milliard.                            |
| 220 ans - 180 ans                           | 1802 - 1841 | Morphine. Guerres barbaresques. Vente de la Louisiane. Fin de la révolution haïtienne. Guerre Fulani. Première locomotive. Guerres napoléoniennes, fin du Saint-Empire romain germanique, Congrès de Vienne. Guerre russo-persane de 1804-1813. Guerres d'indépendance hispano-américaines. Guerre russo-turque de 1806-1812. Séismes de 1811-1812 à New Madrid. Guerre anglo-américaine de 1812. Éruption du Tambora, année sans été. Guerre anglo-népalaise. Guerres séminoles. Découverte de l'Antarctique. Début de la guerre du Caucase. Massacre de Peterloo. Mouvements insurrectionnels de 1820-1821. Éruption du Galunggung. Machine électrique. Guerre de Java. Moteur à combustion interne. Grands feux de la Miramichi. Black War. Photographie. Guerre russo-turque de 1828-1829. Début de l'Algérie française. Photographie. Première guerre égypto-ottomane. Piste des Larmes. Machine à différences. Première Guerre carliste. Télégraphie. Zollverein. Fin de l'Inquisition espagnole. Début de la première guerre anglo-afghane. Première guerre de l'opium. |

### 180 ansà55 ans
| Intervalle de temps, avant l'heure actuelle. | Période     | Événement, invention ou développement historique |
| -------------------------------------------- | ----------- | --- |
| 180 ans - 140 ans                            | 1842 - 1881 | Déclin et chute de l'Empire ottoman, Pax Britannica, propagation des chemins de fer, impérialisme. Traités inégaux. Anesthésie. Première guerre anglo-sikhe. Grande Famine en Irlande, diaspora irlandaise. Guerre américano-mexicaine, début de la guerre des castes. Seconde guerre anglo-sikhe. Manifeste du parti communiste. Printemps des peuples, République romaine (1849). Épingle de sûreté. Petit Âge glaciaire. Première banque coopérative. Guerre de Crimée. Révolte des Taiping tue au moins 20 millions. Guerre de la Plata. Extinction du Grand Pingouin. Bakumatsu. Cocaïne. Procédé Bessemer. Début de la Peste de Chine. Théorie microbienne. Premièr raffinage du pétrole. Seconde guerre de l'opium. Révolte des cipayes, fin de la Compagnie britannique des Indes orientales, début du Raj britannique. Câble télégraphique transatlantique. Biologie de l'évolution. Mouvement international de la Croix-Rouge et du Croissant-Rouge. Tempête solaire de 1859. Électromagnétisme. Guerre de Sécession, fin de l'esclavage aux États-Unis. Début de l'Indochine française. Révolte des Dounganes. Insurrection de Janvier 1863. Métro de Londres, le premier au monde. Fin du servage en Russie. Guerre de la Triple-Alliance. Nettoyage ethnique des Circassiens. Guerre austro-prussienne. Guerre hispano-sud-américaine. Dynamite. Famine en Finlande de 1866-1868. Phonautographe. Canal de Suez. Tableau périodique des éléments. Guerre de Boshin. Guerre des Dix Ans. Guerre franco-allemande de 1870, unification allemande, Risorgimento, Commune de Paris. Début de la guerre d'Aceh. Fil de fer barbelé. Grande Dépression (1873-1896). Famine en Inde de 1876 à 1878. Découverte des satellites naturels de Mars. Guerre russo-turque de 1877-1878. Début de la guerre du Pacifique (1879-1884). Téléphone. Guerre anglo-zouloue. |
| 140 ans - 110 ans                            | 1882 - 1911 | Nouvel impérialisme, innovation en Europe à la Belle Époque, propagation du réverbère électrique. Fin de la guerre du Pacifique (1879-1884). Guerre franco-chinoise, guerre des mahdistes, guerre anglo-égyptienne (1882). Exactions commises dans l'État indépendant du Congo. Première guerre des Boers. Invention de l' automobile. Krakatoa. Première guerre italo-éthiopienne. Gratte-ciels. Conférence de Berlin. Benz Patent Motorwagen. Radiodiffusion. 1887 inondation du fleuve Jaune. Massacre de Wounded Knee, fin des guerres Sioux. Cellule photovoltaïque. Première et seconde guerre du Dahomey. Guerre civile chilienne de 1891. Rébellion paysanne du Donghak. Affaire Dreyfus. Guerre sino-japonaise (1894-1895), guerre de Canudos, guerre gréco-turque (1897), guerre hispano-américaine. Massacre de Milan. Révolte des Boxers. Application généralisée du moteur à combustion interne. Seconde guerre des Boers. Guerre des Mille Jours. Révolution philippine, guerre américano-philippine. Wright Flyer. Fin de la guerre d'Aceh. Insurrection d'Ilinden. Première vague féministe. Génocide des Héréros et des Namas. Révolution russe de 1905. Guerre russo-japonaise. Rébellion des Maji-Maji. Révolution constitutionnelle persane. Crise de Tanger. Articles d' Einstein sur la relativité restreinte et la quantification de la lumière (photons). Séisme de 1906 à San Francisco. Panique bancaire américaine de 1907. Jacquerie paysanne roumaine de 1907. Crise bosniaque. Révolution des Jeunes-Turcs. Événement de la Toungouska. Séisme du 28 décembre 1908 à Messine. Massacres d'Adana. |
| 110 ans - 90 ans                             | 1912 - 1931 | Révolution mexicaine. Première République (Portugal). Guerre italo-turque. Révolution chinoise de 1911, république de Chine. RMS Titanic. Dérive des continents. Volcan Novarupta, plus grande éruption du 20e siècle. Première et deuxième guerre balkanique. Fermeture éclair. Occupation américaine du Nicaragua, d'Haïti, et de la République dominicaine. Première Guerre mondiale, génocide arménien, char d'assaut. Relativité générale. Explosion de Halifax. Révolution russe, fin de l'Empire russe, guerre civile russe, Union des républiques socialistes soviétiques, montée du fascisme. Pandémie grippale de 1918. Traité de Versailles, fin de l'Empire ottoman, de Autriche-Hongrie, et de l'Empire allemand. Massacre d'Amritsar. Guerre gréco-turque (1919-1922), guerre d'indépendance irlandaise, guerre soviéto-polonaise, guerre du Rif. Patagonie rebelle. Famine soviétique de 1921-1922. Italie fasciste. Séisme du Kantō de 1923. Occupation de la Ruhr. Télévision. Création de l'Arabie saoudite. Grève générale de 1926 au Royaume-Uni. Cinéma sonore. Pénicilline. Début de la guerre civile chinoise, la famine chinoise de 1928-1930 tue des millions de personnes. Guerre du Kongo-Wara. Krach de 1929. Marche du sel. Inondations de 1931 en Chine. |
| 90 ans - 70 ans                              | 1932 - 1951 | Stalinisme, collectivisation en Union soviétique. Famines soviétiques de 1931-1933 tue ca. 8 millions. Grande Dépression, Keynésianisme. Mandchoukouo. Guerre colombo-péruvienne de 1932-1933, guerre du Chaco. Troisième Reich, réarmement de l'Allemagne. Antibiotique sulfamidé. Seconde guerre italo-éthiopienne. Lois de Nuremberg. Atanasoff–Berry Computer. Guerre sino-japonaise (1937-1945), guerre d'Espagne. LZ 129 Hindenburg. Grandes Purges. Inondation du fleuve Jaune de 1938. Nuit de Cristal. LSD découvert. Guerre d'Hiver. Seconde Guerre mondiale, le conflit le plus meurtrier de l'histoire. Bataille de l'Atlantique (1939-1945), bataille d'Angleterre, la Shoah, Opération Barbarossa, bataille de Stalingrad, bataille de Midway, seconde bataille d'El Alamein, soulèvement du ghetto de Varsovie, insurrection de Varsovie, débarquement de Normandie, bataille de Berlin, bombardements atomiques d'Hiroshima et de Nagasaki. Missile balistique, radar, avion à réaction. Pénicilline. Famine du Henan. Famine du Bengale de 1943. Arme nucléaire, accords de Bretton Woods. Fin de la Société des Nations, fondation de l'organisation des Nations unies. Mur du son cassé. Les Trente Glorieuses et la guerre froide commence. Guerre civile grecque. Four à micro-ondes. Famine soviétique de 1946-1947. Partition des Indes. Kon-Tiki. Small-Scale Experimental Machine. Transistor. Début du conflit israélo-arabe. Fondation de OTAN. Fin de la guerre civile chinoise. Datation par le carbone 14. Guerre de Corée. Séisme de 1950 en Assam et au Tibet. |
| 70 ans - 55 ans                              | 1952 - 1966 | Centrale nucléaire d'Obninsk, la première centrale nucléaire du monde. Polypropylène. Révolte des Mau Mau. Communautés européennes. Structure de l' ADN trouvée. Opération Ajax. Raz-de-marée en mer du Nord en 1953. Fin de la guerre d'Indochine. Guerre d'Algérie. Cellule photovoltaïque. Crise du canal de Suez. Destruction de Sophiatown. Ouragan Hazel. Organisation européenne pour la recherche nucléaire. Coup d'État de 1954 au Guatemala. Pacte de Varsovie. Début de la guerre du Viêt Nam. Vaccin contre la poliomyélite. Insurrection de Budapest. Spoutnik 1, course à l'espace. 20 à 30 millions meurent dans la grande famine en Chine. Typhon Vera. Effondrement du barrage de Malpasset. Révolution cubaine et débarquement de la baie des Cochons. Invention du laser. Pilule combinée. Séisme de 1960 à Valdivia, le plus puissant séisme enregistré. Crise congolaise. Youri Gagarine, premier humain dans l'espace. Mur de Berlin. Fondation du mouvement des non-alignés. Massacre du 17 octobre 1961 à Paris. Crise des missiles de Cuba. Mouvement américain des droits civiques. Séisme de 1963 à Skopje. Catastrophe du barrage de Vajont. Assassinat de John F. Kennedy. Shinkansen. Début de la dictature militaire au Brésil (1964-1985). Deuxième guerre indo-pakistanaise. Massacres de 1965-1966 en Indonésie. Venera 3. Décolonisation. Course à l'espace, Luna 9. Révolution culturelle (1966–76). |

### 55 ansà18 ans
| Intervalle de temps, avant l'heure actuelle. | Période   | Événement, invention ou développement historique |
| -------------------------------------------- | --------- | --- |
| 55 ans - 45 ans                              | 1967-1976 | Contre-culture. Guerre des Six Jours, guerre du Biafra. Début de Naxalisme. Découverte du pulsar. Printemps de Prague, Mai 68. 2001 (film). Massacre de Tlatelolco. Début du conflit nord-irlandais. Deuxième vague féministe. Conflit frontalier sino-soviétique de 1969. Cuyahoga (rivière) en feu. Émeutes de Stonewall. Apollo 11, le premier atterrissage sur la lune. Fraction armée rouge. Croissance dans l'opposition à la guerre du Viêt Nam, fusillade de l'université d'État de Kent. Détournements de Dawson's Field. Séisme de 1970 à Tonghai, séisme de 1970 à Ancash. Cyclone de Bhola. Fin des accords de Bretton Woods. Guerre de libération du Bangladesh. Premier refuge contre la violence domestique à Chiswick. Micro-informatique. Scandale du Watergate. The Dark Side of the Moon. Imagerie par résonance magnétique, courrier électronique, système de messagerie vocale. Dictature militaire d'Augusto Pinochet, premier gouvernement néolibéral. Guerre du Kippour. Premier choc pétrolier, récession de 1973-1975, fin des Trente Glorieuses. Vol Turkish Airlines 981. Révolution des Œillets, fin des guerres coloniales portugaises. Lucy (australopithèque). Fin de la guerre du Viêt Nam, début des crimes du régime khmer rouge. Début de la guerre du Liban. Barrage de Banqiao et 61 autres barrages se brisent en Chine. Début de la guerre civile angolaise et la guerre du Sahara occidental. Début de l'Opération Condor. Transition démocratique espagnole. Séisme de 1976 au Guatemala. Dictature militaire en Argentine (1976-1983). Émeutes de Soweto. Viking 1. Séisme de 1976 à Tangshan. Chute de Bande des Quatre. |
| 45 ans - 35 ans                              | 1977–1986 | Collision de Tenerife. Voyager 1. Éradiacation de la variole. Fécondation in vitro. Deuxième choc pétrolier. Guerre de l'Ogaden, guerre ougando-tanzanienne. Révolution iranienne. Massacre de Jonestown. Fin de la guerre du Bush de Rhodésie du Sud. Accident nucléaire de Three Mile Island. Début de la guerre civile du Salvador. Autonomie pour le Groenland. Typhon Tip. Vol Air New Zealand 901. Début de la Guerre d'Afghanistan (1979-1989), croissance d'islamisme, fin de la détente (guerre froide). Récession du début des années 1980. Début du conflit armé péruvien. Éruption du mont Saint Helens en 1980. Soulèvement de Gwangju. Fondation de Solidarność. Ouragan Allen. Début de la guerre Iran-Irak. Attentat de la gare de Bologne. Syndrome d'immunodéficience acquise découvert. Grève du Professional Air Traffic Controllers Organization. Premier IBM PC. Guerre des Malouines. Intervention militaire israélienne au Liban de 1982, seconde guerre civile soudanaise. Pogrom de juillet noir contre les Tamouls au Sri Lanka. Ouragan Alicia. Vol Korean Air Lines 007. Attentats de Beyrouth du 23 octobre 1983. Invasion de la Grenade. Front de libération nationale kanak et socialiste. Grève des mineurs britanniques de 1984-1985. Famine de 1984-1985 en Éthiopie. Vol Air India 182, Vol Japan Airlines 123. Catastrophe de Bhopal. Éruption du Nevado del Ruiz en 1985. Révolution haïtienne de 1986. Première gestation pour autrui. Accident de la navette spatiale Challenger. 1P/Halley. Catastrophe nucléaire de Tchernobyl. |
| 35 ans - 28 ans                              | 1987–1993 | Première intifada. Naufrage du Doña Paz, la catastrophe maritime la plus meurtrière de l'histoire en temps de paix. Début de la guerre du Haut-Karabagh. Premières cultures génétiquement modifiées. Vol Iran Air 655. Événements politiques de 1988 en Birmanie. Catastrophe du lac Nyos. Naufrage du SS Amiral Nakhimov. Fin de la guerre Iran-Irak. Ouragans Gilbert et Hugo. Séisme de 1988 en Arménie. Attentat de Lockerbie. Fin de la guerre d'Afghanistan (1979-1989). Éruption solaire de 1989. Marée noire Exxon Valdez. Catastrophe d'Hillsborough. Manifestations de la place Tian'anmen. Chute des régimes communistes en Europe. Invasion du Panama par les États-Unis. Libération de Nelson Mandela, fin de la guerre de la frontière sud-africaine. Lancement du Hubble (télescope spatial). Guerre du Golfe, fin de la guerre du Liban, début des guerres de Yougoslavie. Vol Nigeria Airways 2120. Éruption du Pinatubo. World Wide Web rendu public. Fred Scamaroni (ferry). Dislocation de l'URSS, fin de la guerre froide. Début de la guerre de Bosnie. Émeutes de Bombay, attentats du 12 mars 1993 à Bombay. Séisme de 1993 à Hokkaidō. Brûlure du Kapellbrücke. Guerre d'Abkhazie. Séisme de 1993 de Latur. |
| 28 ans - 22 ans                              | 1994–1999 | Accord de libre-échange nord-américain. Début de l'armée zapatiste de libération nationale. Massacres de Markale. Génocide des Tutsi au Rwanda. Fin de l' apartheid. Vol China Airlines 140. Ouverture du tunnel sous la Manche. Attentat de l'Amia. Naufrage de l'Estonia. Ouragan Gordon (1994). Début de l'Organisation mondiale du commerce. Séisme de 1995 à Kobe. Mutinerie de la Prison de Serkadji. Accord de Schengen. Découverte du quark top. Attentat d'Oklahoma City. Séisme de Neftegorsk. Bombardement de l'église de Navaly. Massacre de Srebrenica. Grèves de 1995 en France. Accords de Dayton. Catastrophe de Kinshasa. Fin du siège de Sarajevo. C/1995 O1 (Hale-Bopp). Opération Raisins de la colère, bombardement de Cana de 1996. Attentat du 15 juin 1996 à Manchester. Déluge du Saguenay. Dolly (brebis). Première guerre du Congo. Collision aérienne de Charkhi Dadri. Crise des otages à l'ambassade japonaise. Fin du conflit armé guatémaltèque. Massacre de Haouch Khemisti. Séisme de 1997 à Ghayen. Éruption de Soufrière (Montserrat) et évacuation partielle de Montserrat (Antilles). Rétrocession de Hong Kong à la Chine. Crise économique asiatique. Vol Korean Air 801. Massacre de Beni Messous. Vol Garuda Indonesia 152. Massacre de Ramka, massacre de Sidi Hamed. Vol China Airlines 676. Début de la guerre du Kosovo. Accord du Vendredi saint. Massacre d'Oued Bouaïcha. Ouverture du pont du détroit d'Akashi. Guerre entre l'Érythrée et l'Éthiopie. Émeutes de Jakarta de mai 1998. Début de la guerre civile de Guinée-Bissau. Séisme de 1998 en Papouasie-Nouvelle-Guinée. Découverte de l' accélération de l'expansion de l'Univers. Début de la deuxième guerre du Congo. Attentats des ambassades américaines en Afrique du 7 août 1998. Vol Swissair 111. Acte d'accusation et arrestation d'Augusto Pinochet. Ouragan Mitch. Zarya (Station spatiale internationale). Scandale de l'attribution des Jeux olympiques d'hiver de 2002. Début de l'euro. Premier vol sans escale autour du monde en ballon. Conflit de Kargil. Création du Parlement gallois. Fin de la guerre du Kosovo. Carnaval contre le Capital. Création du Parlement écossais. Invasion du Daghestan (1999). Séisme de 1999 à Izmit. Début de la seconde guerre de Tchétchénie. Fin de l’occupation indonésienne du Timor oriental. Attentats de 1999 en Russie. Séisme de 1999 à Chichi. Fusillade du Parlement arménien de 1999. Cyclone d'Orissa. Vol EgyptAir 990. Tempête Lothar. |
| 22 ans - 18 ans                              | 2000–2003 | Passage informatique à l'an 2000. Météorite du lac Tagish. Ouverture du pont de l'Øresund. Naufrage du K-141 Koursk. Début de la Seconde intifada. Attentat contre l'USS Cole. Manifestations du 5 octobre 2000 en Serbie. Accident du funiculaire de Kaprun. Introduction de Wikipédia. Séisme de 2001 à Gujarat. Génome humain séquencé. NEAR Shoemaker arrive à (433) Éros. Destruction de Bouddhas de Bâmiyân. Massacre de la famille royale du Népal. Attaque du 10 août 2001 en Angola. Vol Air Transat 236. Attentats du 11 septembre 2001, début de la guerre d'Afghanistan (2001-2014). Ouragan Michelle. Typhon Vamei. Accident de la navette spatiale Columbia, vol du Diamond Center, début de la guerre du Darfour, Opération Liberté irakienne, fin de la deuxième guerre du Congo, canicule européenne d'août 2003. Fin de la deuxième guerre civile libérienne. Champ ultra-profond de Hubble. Séisme de 2003 à Bam. Mars Exploration Rovers Spirit et Opportunity atterrissent sur Mars. |

### 18 ansà6 ans
| Intervalle de temps, avant l'heure actuelle. | Période   | Événement, invention ou développement historique |
| -------------------------------------------- | --------- | --- |
| 18 ans– 14 ans                               | 2004–2007 | Coup d'État du 29 février 2004 en Haïti. Attentats de Madrid du 11 mars 2004. Cyclone Catarina. Transit de Vénus de 2004. Cassini-Huygens arrive à Saturne. Prise d'otages de Beslan. Une équipe d'explorateurs atteint le fond du gouffre Krubera-Voronja, la grotte la plus profonde du monde. Viaduc de Millau. Séisme et tsunami de 2004 dans l'océan Indien. Révolution du Cèdre. Séisme de 2005 à Sumatra. Découverte de (136199) Éris. Huygens arrive à Titan. Massacre d'Andijan. Attentats de Charm el-Cheikh du 23 juillet 2005. Ouragan Katrina. Plan de désengagement des territoires occupés. Séisme de 2005 au Cachemire. Ouragan Wilma. Attentats du 9 novembre 2005 à Amman. Première greffe de visage. Début de la guerre civile tchadienne (2005-2010). Bousculade du Hajj en 2006. Fin de la mission Stardust. Naufrage de l'Al-Salam Boccaccio 98. Début de la guerre civile somalienne (depuis 2006). Séisme de mai 2006 à Java. Opération Pluies d'été. Réouverture du Nathu La. Attentats de Bombay du 11 juillet 2006. Conflit israélo-libanais de 2006. Coup d'État de septembre 2006 en Thaïlande. Début de la guerre de la drogue au Mexique. Attentat du 3 février 2007 à Bagdad. Prise de Gaza de juin 2007. Canicule européenne de 2007. Attentats de Qahtaniya du 14 août 2007. Cyclone Sidr. Violences postélectorales au Kenya en 2007-2008. |
| 14 ans– 11 ans                               | 2008–2010 | Début de la crise économique mondiale des années 2008 et suivantes. Fin de la guerre du Kivu. Troubles au Tibet en mars 2008. GRB 080319B. Opération Démocratie aux Comores. Cyclone Nargis, séisme de 2008 au Sichuan. Coup d'État d'août 2008 en Mauritanie. Deuxième guerre d'Ossétie du Sud. Grand collisionneur de hadrons. Attaques à Bombay du 26 au 29 novembre 2008. Coup d'État de 2008 en Guinée. Guerre de Gaza de 2008-2009. Le passage du Nord-Ouest s'ouvre pour la première fois dans l'histoire enregistrée. Crise politique de 2009 à Madagascar. Mutinerie des gardes-frontières du Bangladesh. Séisme du 6 avril 2009 à L'Aquila. Lancement de la Bibliothèque numérique mondiale. Vol Air France 447. Fin de la guerre civile du Sri Lanka. Grippe A (H1N1) de 2009. Soulèvement postélectoral de 2009 en Iran. Coup d'État du 28 juin 2009 au Honduras. Émeutes au Xinjiang en juillet 2009. Plus d'autonomie pour le Groenland. Début de l'insurrection de Boko Haram. Typhon Morakot. 2009 massacre de Guinée. Séismes de 2009 aux Samoa et à Sumatra. Découverte de Ardipithèque. Massacre de Maguindanao. Gliese 1214 b. Séismes de 2010 en Haïti et Chili, éruption de l'Eyjafjöll en 2010. Déversement de pétrole Deepwater Horizon. Crise de la dette dans la zone euro. Abordage de la flottille pour Gaza. Vagues de chaleur dans l'hémisphère Nord en 2010. Inondations de 2010 au Pakistan. Révélations de télégrammes de la diplomatie américaine par WikiLeaks. Inondations au Queensland (2010-2011). Révolution tunisienne, début du Printemps arabe. |
| 11 ans – 9 ans                               | 2011–2012 | Révolution égyptienne de 2011. Séisme de 2011 en Nouvelle-Zélande. Accident nucléaire de Fukushima. Début de la guerre civile syrienne. Attentats d'Oslo et d'Utøya. Émeutes de 2011 en Angleterre. La première guerre civile libyenne met fin au règne de Mouammar Kadhafi. Inondations de 2011 en Thaïlande. Séismes de 2012 à Sumatra. Explosion du dépôt d'armes de Mpila. Mohamed Morsi élu président de l'Égypte. Panne de courant de juillet 2012 en Inde. Découverte du boson de Higgs. Le Curiosity (rover) atterrit sur Mars. Red Bull Stratos. Ouragan Sandy. Guerre de Gaza de 2012. |
| 9 ans – 7 ans                                | 2013–2014 | La France intervient dans la guerre du Mali. Superbolide de Tcheliabinsk. Hugo Chávez meurt. Mouvement protestataire de 2013 en Turquie. Mouvement protestataire de 2013 au Brésil. Effondrement du Rana Plaza. Coup d'État du 3 juillet 2013 en Égypte. Révélations d'Edward Snowden. Massacre de la Ghouta. Attaque du centre commercial Westgate. Une chaleur record en Australie conduit à des feux de brousse de 2013 en Nouvelle-Galles du Sud. Typhon Haiyan (Yolanda), le plus puissant jamais enregistré. Troisième guerre civile centrafricaine, début de la guerre civile sud-soudanaise. Crise politique de 2013-2014 en Thaïlande. Début vague de froid de 2014 en Amérique du Nord. La Belgique légalise euthanasie. Révolution ukrainienne de 2014 et l'annexion de la Crimée par la Russie en 2014. Enlèvement des lycéennes de Chibok. Massacre de Gamboru Ngala. L'État islamique (organisation) annonce le califat. Massacres de Sinjar. Guerre de Gaza de 2014. Épidémie de maladie à virus Ebola en Afrique de l'Ouest, Rosetta (sonde spatiale) arrive sur 67P/Tchourioumov-Guérassimenko. Massacre de l'école militaire de Peshawar. |
| 7 ans – 6 ans                                | 2015      | Attentats de janvier en France. Assassinat de Boris Nemtsov. Le vaisseau spatial Dawn arrive à (1) Cérès. Opération Tempête décisive, attaque de l'université de Garissa. Séismes au Népal. Affaire de corruption à la FIFA. Crise migratoire en Asie du Sud-Est. Accord de Vienne sur le nucléaire iranien. Redémarrage du conflit kurde en Turquie. New Horizons survolent Pluton. Début de la crise migratoire en Europe. Affaire Volkswagen. Chute d’une grue sur la mosquée al-Harâm et bousculade du Hajj. Preuve de flux d'eau salée trouvés sur Mars. Début de l'intervention militaire de la Russie en Syrie. Vague de violence israélo-palestinienne de l'automne 2015 au 6 décembre 2017. Le vol Metrojet 9268 a été abattu près de Charm el-Cheikh. Attentats du 13 novembre en France. Conférence de Paris sur les changements climatiques. |

### 6 ansà2 ans
| Intervalle de temps, avant l'heure actuelle. | Période | Événement, invention ou développement historique |
| -------------------------------------------- | ------- | --- |
| 6 ans – 5 ans                                | 2016    | L'Arabie saoudite exécute Nimr Baqr al-Nimr. Essai nucléaire nord-coréen du 6 janvier. Découverte des ondes gravitationnelles. Panama Papers. Séisme en Équateur. Référendum sur l'appartenance du Royaume-Uni à l'Union européenne. Élargissement du canal de Panama. Attentat du 3 juillet à Bagdad. Tentative de coup d'État en Turquie. Séisme du 24 août en Italie. Ouragan Matthew. L'accord de Paris sur le climat devient loi. Donald Trump a été élu président des États-Unis. Début du génocide des Rohingya. Fidel Castro décède. Scandale Choi Soon-sil. Fin de la Bataille d'Alep. |
| 5 ans – 4 ans                                | 2017    | Marche des femmes. WikiLeaks publie Vault 7. Attaque du ransomware WannaCry. Attentat de la Manchester Arena. Attentat du 31 mai à Kaboul. Retrait des États-Unis de l'Accord de Paris sur le climat. Crise du Golfe. Fin de la Bataille de Mossoul (2016-2017). Attentats des 17 et 18 août en Catalogne. Les ouragans Harvey et Irma ont frappé les Caraïbes. Inondations en Asie du Sud. Cassini-Huygens plonge dans Saturne. Séisme dans l'État de Puebla. L'ouragan Maria dévaste la Dominique et Porto Rico. Fusillade de Las Vegas. Référendum sur l'indépendance de la Catalogne. Attentats de Mogadiscio du 14 octobre. Les forces gouvernementales irakiennes prennent Kirkouk. Crise libano-saoudienne. Paradise Papers. |
| 4 ans – 3 ans                                | 2018    | Bolsonaro élu président du Brésil. Bataille d'Afrine. Fin du conflit frontalier érythréen-éthiopien. Crise des réfugiés vénézuéliens. Ouragan Florence. Séisme à Célèbes. Assassinat de Jamal Khashoggi. L'ouragan Michael. L'ouragan Leslie frappe Iberia. Schisme orthodoxe (2018). Mouvement des Gilets jaunes. Tsunami de 2018 dans le détroit de la Sonde. |
| 3 ans – 2 ans                                | 2019    | Chang'e 4 atterrit de la face cachée de la Lune. Explosion de l'oléoduc Tuxpan-Tula à Tlahuelilpan. Manifestations en Haïti. Début de la crise présidentielle au Venezuela. Cyclone Idai, probablement la pire catastrophe naturelle liée aux conditions météorologiques de l'histoire dans l'hémisphère sud. Confrontation indo-pakistanaise. Attentats de Christchurch. Début des manifestations à Hong Kong. Explosion de l'usine chimique de Yancheng. Incendie de Notre-Dame de Paris. Bataille de Tripoli. Coup d'État au Soudan. Attentats au Sri Lanka. Invasion de criquets. Feux de forêt en Amazonie. Massacre de Khartoum. Fusillade d'El Paso. L'ouragan Dorian ravage des régions des Bahamas. Grève étudiante pour le climat. Manifestations en Équateur. Manifestations en Irak. Opération Source de paix. Typhon Hagibis touche le Japon, la plus grosse tempête à avoir frappé la région depuis des décennies. Manifestations en Catalogne. Manifestations au Liban. Manifestations au Chili. Raid de Baricha. Crise post-électorale bolivienne. Début des manifestations en Iran. Séisme en Albanie. Feux de brousse en Australie. Attentat de Mogadiscio. |
|                                              |         | |

### 2 ansau présent
| Intervalle de temps, avant l'heure actuelle. | Période | Événement, invention ou développement historique |
| -------------------------------------------- | ------- | --- |
| 2 ans – 1 ans                                | 2020    | Crise américano-iranienne de 2019-2020, assassinat de Qassem Soleimani, vol Ukraine International Airlines 752 près de Téhéran. Éruption du Taal en janvier. Retrait du Royaume-Uni de l'Union européenne. Pandémie de Covid-19. Avalanches dans la province de Van. Cyclone Amphan, cyclone le plus coûteux de l'océan Indien. Manifestations et émeutes consécutives à la mort de George Floyd. Combat de la vallée de Galwan. Explosions au port de Beyrouth. Manifestations en Biélorussie. Coup d'État au Mali. Crise économique liée à la pandémie de Covid-19. Guerre au Haut-Karabagh. Inondations du centre du Viêt Nam. Séisme en mer Égée. Typhon Goni frappe les Catanduanes avec des vents pouvant atteindre 315 km/h, un record pour un cyclone tropical qui a touché terre. Effondrement du radiotélescope d'Arecibo. |
| 1 ans – 0 ans                                | 2021    | Massacres de Tchoma Bangou et Zaroumadareye. Début de la zone de libre-échange continentale africaine. Assaut du Capitole par des partisans de Donald Trump. WallStreetBets. Coup d'État en Birmanie. Début de l'exploration de Mars par Perseverance. Enlèvement de Zamfara. Obstruction du canal de Suez. Crise israélo-palestinienne. Inondations en Europe. Séisme en Haïti. Prise de Kaboul. Coup d'État au Soudan. Partenariat économique régional global. Éruption de Hunga Tonga. Cyclone Batsirai. |

## Avenir
Une chronologie logarithmique peut également être conçue pour les événements dans le futur, sauf circonstances imprévues et en supposant que nous pouvons extrapoler dans le futur sur la base de notre science.
| Intervalle de temps             | Événement |
| ------------------------------- | --- |
| 1 à 10 ans (2021-2030)          | Lien fixe du Fehmarn Belt |
| 10 à 100 ans (de 2030 à 2120)   | Réchauffement climatique. Bug de l'an 2038. |
| 100 - 1 000 ans (2120-3020)     | Consommation de combustibles fossiles bien inférieure à celle d'aujourd'hui |
| 1000 à 10 ka (3020-12 020)      | Ouverture de la Crypt of Civilization. Les constellations d' été et d'hiver changent, le pôle céleste s'éloigne de Alpha Ursae Minoris. |
| 10 ka - 100 ka (12020 - 102020) | Calcul de la date de Pâques actuellement utilisé donnera la pleine lune pascale à la nouvelle lune. Alpha Centauri passe le soleil et continue vers Lynx. Les constellations actuelles deviennent méconnaissables. Calendrier hébraïque non synchronisé avec les saisons.                  |
| 100 ka - 1 Ma                   | Calendrier grégorien non synchronisé avec les saisons. Plusieurs supervolcans éclatent. Le détroit de Gibraltar se ferme, la mer Méditerranée s'assèche. |
| 1 Ma - 10 Ma                    | Le Technétium 99 produit aujourd'hui cesse d'être un danger. Gliese 710 traverse le nuage de Oort. Plusieurs astéroïdes ou comètes plusieurs kilomètres en impact cosmique avec la Terre. La dépression de l'Afar et le rift est-africain deviennent une nouvelle mer, divisant l'Afrique. |
| 10 Ma - 100 Ma                  | Le bassin méditerranéen se ferme. L'iode-129 et le neptunium-237 dans les déchets nucléaires se décomposent. |
| 100 Ma - 1 Ga                   | Différents continents d'aujourd'hui en raison de la division et de la coalescence. Possible nouveau supercontinent. Le soleil effectue plusieurs orbites autour de la Voie lactée. |
| 1 Ga - 10 Ga                    | Un soleil plus chaud rend la terre trop chaude pour la vie. Les océan s'évaporent. Collision entre la galaxie d'Andromède et la Voie lactée. Le soleil devient une géante rouge. |
| 10 Ga - 100 Ga                  | Le soleil devient une naine blanche. L'uranium et le rhénium-187 actuellement existants se désintègrent. |
| 100 Ga - 1 Ta                   | Le soleil naine blanche s'estompe. Le groupe local se réunit. Le thorium existant actuellement se désintègre. |
| 1 Ta - 10 Ta                    | Les galaxies en dehors du Superamas de la Vierge ne sont plus visibles (si l'énergie noire prévaut). Proxima Centauri cesse d'être une étoile de la séquence principale . |
| 10 Ta - 100 Ta                  | La formation des étoiles se termine. L'ère dégénérée commence. |
| 100 Ta - 1 Pa                   | La fusion nucléaire cesse (sinon plus tôt). Le soleil devient une naine noire . |
| 1 Pa - 10 Pa                    | Les planètes tombent ou sont projetées loin de leurs étoiles. |
| 10 Pa - 100 Pa                  | |
| 100 Pa - 1 exaannus             | Le vanadium-50 se désintègre. |
| 1 Ea - 10 Ea                    | Désintégration du tungstène 180, de l'europium 151, du molybdène 100, du néodyme 150 et du tellure 130 |
| 10 Ea - 100 Ea                  | Décomposition du zirconium 96, du bismuth (209), du calcium 48 et du cadmium 116 |
| 100 Ea - 1 zettaannus           | Désintégration du sélénium-82 |
| 1 Za - 10 Za                    | Désintégration du baryum-130, du germanium-78, du xénon-136 et du krypton-78 |
| 10 Za - 100 Za                  | Désintégrations du xénon-124 |
| 100 Za - 1 Ya                   | |
| 1 Ya - 10 Ya                    | Désintégrations du tellure-128 |
| 10 Ya - 100 Ya                  | |